# Pergamo

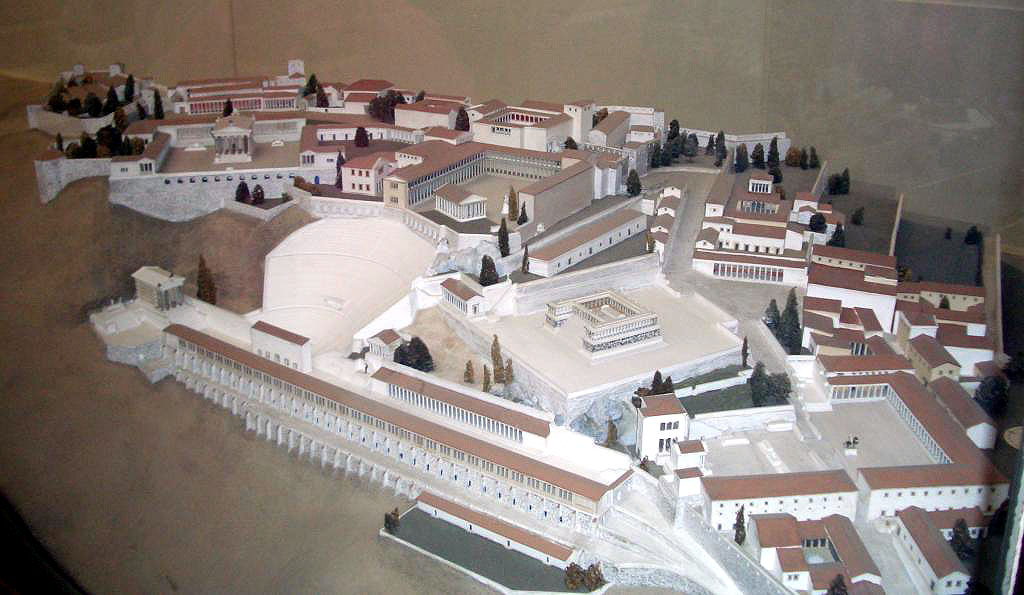
Modello della città di Pergamo.

Pergamo è un'antica città dell'Asia Minore, nell'Eolide (verso il sud-est della Troade e sud della Misia; e verso il nord dell'Ionia e nord-ovest della Lidia), posta a poca distanza dalla costa del Mar Egeo, su una collina (l'Acropoli di Pergamo, Pergamo Alta) che costituisce la principale località archeologica dell'area. La città attuale è nota col nome di Bergama (provincia di Smirne, in Turchia).
La città ebbe una fioritura in età ellenistica, quando divenne capitale dell'omonimo regno, raggiungendo il massimo splendore sotto la dinastia illuminata degli Attalidi (283-133 a.C.). La città divenne un importantissimo centro artistico, considerata quasi una seconda Atene ellenistica. In seguito divenne parte dell'Impero romano. Viene citata nell'Apocalisse di Giovanni come una delle sette chiese dell'Asia, ma anche come "trono di Satana" e "dimora di Satana" (2,13). 

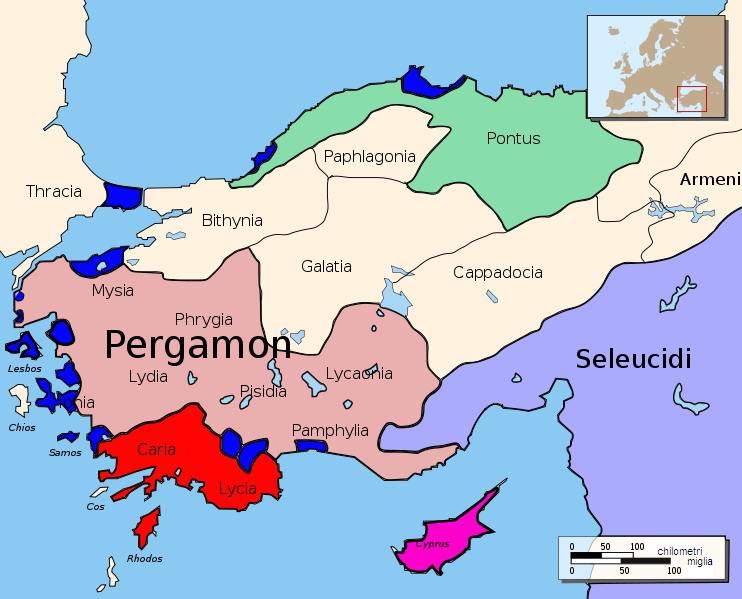
Anatolia 188 a.C.

## Storia

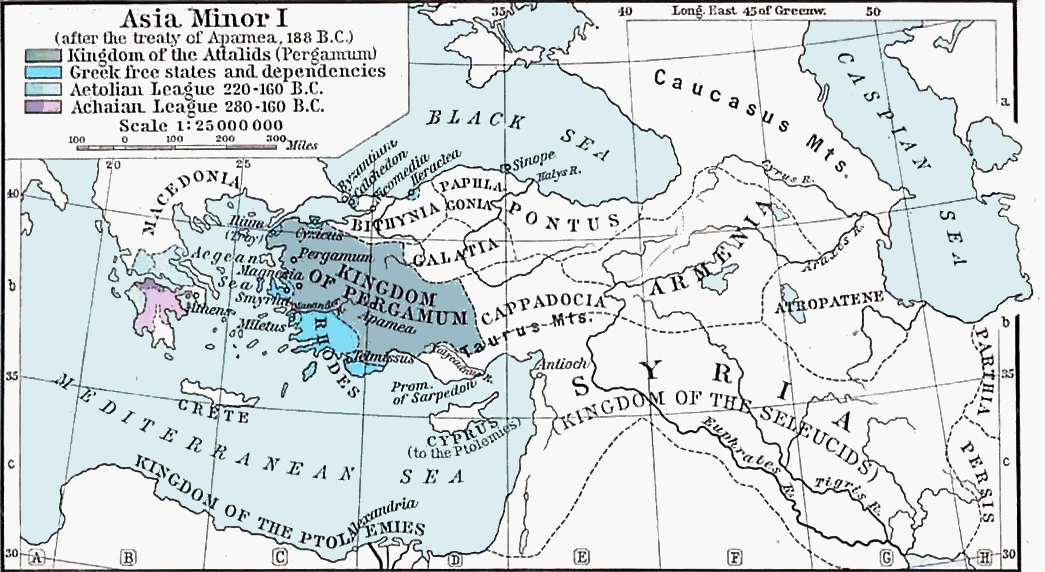
Il Regno di Pergamo intorno al 188 a.C.

Il mito vede la città fondata da Grino, nipote di Telefo, che avrebbe onorato l'amico Pergamo, nipote di Achille, e avrebbe intitolato a lui la città. 
La città viene citata per la prima volta da fonti intorno al 400 a.C., ma l'acropoli doveva già essere abitata in età arcaica. Presso la città aveva sede un importantissimo santuario di Esculapio, rinomato per la capacità taumaturgiche dei suoi sacerdoti e importante sede di pellegrinaggi provenienti da tutta la Grecia.
La sua importanza accrebbe notevolmente in età ellenistica quando Lisimaco, uno dei diadochi di Alessandro Magno, dopo la battaglia di Ipso (301 a.C.) scelse e fortificò l'acropoli come sede del suo tesoro (di oltre 9000 talenti) e ne diede la custodia all'eunuco Filetero, di padre greco e di madre paflagone. Lo Stato di Pergamo nasce da un tradimento, infatti quando Lisimaco fu sconfitto da Seleuco I, Filetero ne approfittò per passare dalla parte di Seleuco (282 a.C.), quest'ultimo lo lascia padrone di Pergamo a patto di riconoscersi suo vassallo. Filetero, pur essendo solo un vassallo, viene comunemente riconosciuto come il capostipite della dinastia degli Attalidi (anche se formalmente il titolo di re viene rivendicato per la prima volta da Attalo I).
A Filetero successe suo nipote, Eumene I, che rafforzò ulteriormente il regno contro le mire espansionistiche dei sovrani seleucidi. Eumene I rompe l'alleanza coi seleucidi e si proclama indipendente. Una chiara testimonianza di questo passaggio è tramandata da Strabone: «Filetero aveva due fratelli, Eumene, il più vecchio, e Attalo, il più giovane. Eumene aveva un figlio omonimo, che ereditò Pergamo, il quale già era signore delle regioni circonvicine e vinse una battaglia presso Sardi ove si scontrò con Antioco, figlio di Seleuco» (Strabone, XIII, 4,2). Eumene è ricordato anche per aver fondato la biblioteca destinata a diventare la seconda del regno ellenistico, dopo quella di Alessandria. Oltre a ciò si mostra promotore della cultura ospitando alla sua corte intellettuali di fama come i filosofi Licone e Arcesilao.

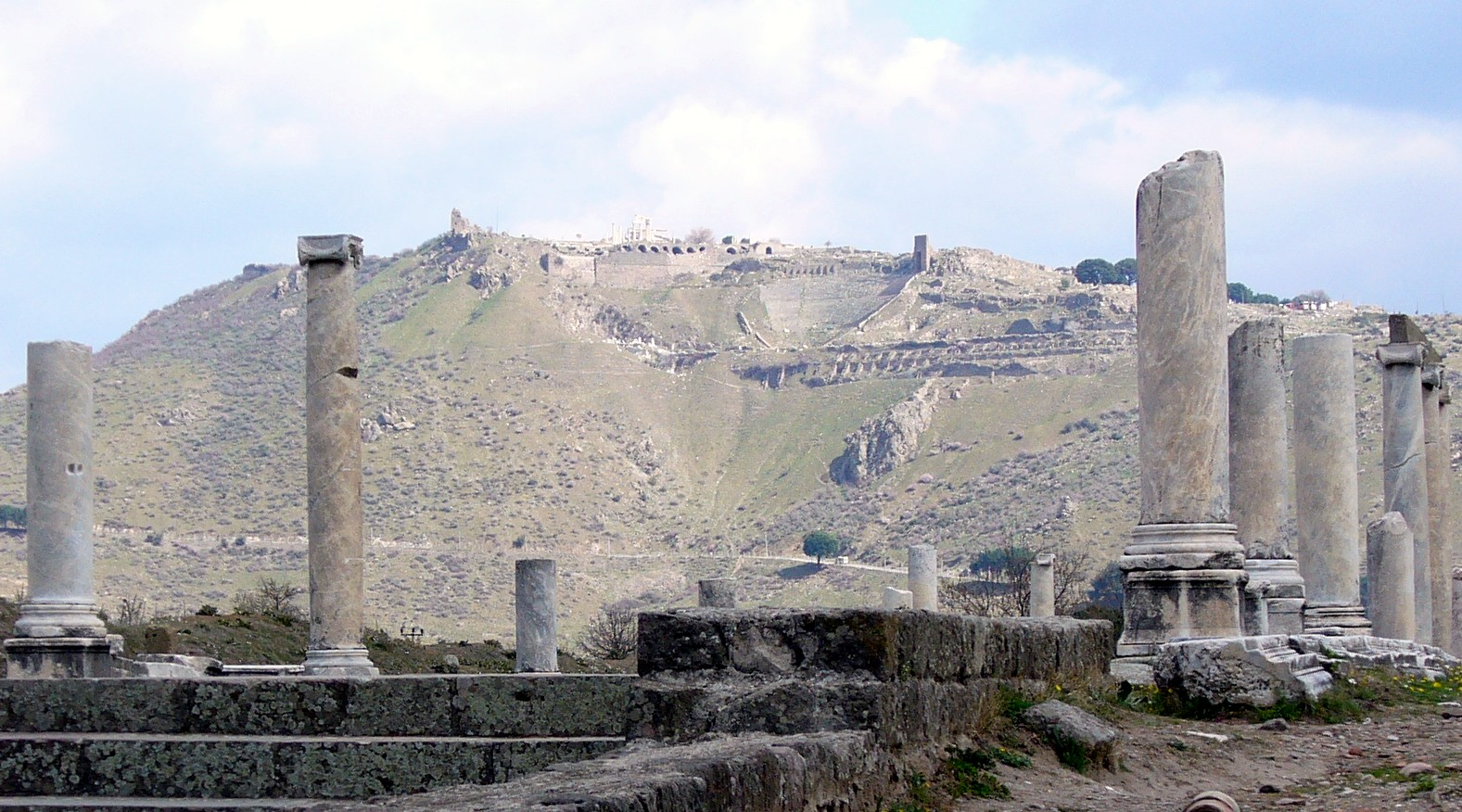
L'Acropoli di Pergamo vista dalla Via Tecta all'ingresso dell'Asclepeion.

Con il successore Attalo I (241-197 a.C.) la città esercitò la sua egemonia su gran parte dell'Asia Minore occidentale. Il sovrano rifiutò di pagare il tributo ai Galati, tribù celta stanziatasi nell'area dell'Asia Minore che aveva fondato il regno della Galazia, alleati di Antioco III seleucide. Questi mossero guerra ai pergameni, ma furono sconfitti nel 240 a.C. a Misia presso le fonti del Caicó assieme alle truppe di Antioco. Fu proprio in seguito a questa vittoria che Attalo I si arrogò il titolo di re. Pergamo riuscì così ad annettersi molti territori seleucidi dell'Asia Minore. Ma è nel 232 a.C. con la vittoria sui Tolistoboi, altra tribù celtica della Galazia, preso il tempio di Afrodite della città di Pergamo che il re Attalo I libera le sue terre dalle incursioni celtiche. Seguirono altre guerre con seleucidi, con alterne fortune. La svolta fondamentale del regno di Pergamo fu nel 205 a.C. quando venne stipulata un'alleanza con i romani, ai quali rimasero fedeli durante le prime due guerre macedoniche; grazie a quest'alleanza la città conobbe una notevole fioritura.
Con Eumene II (197-159 a.C.), figlio e successore di Attalo I, il regno ebbe un'ulteriore espansione. Il re protesse le arti e la cultura, fondando la biblioteca di Pergamo ed erigendo il famoso Altare di Zeus. Eumene II contribuisce a far scatenare la guerra tra Roma e Antioco III (durante la quale Pergamo viene attaccata da Seleuco IV, figlio di Antioco III, 198 a.C.). L'alleanza coi romani in questa guerra gli procura numerosi possessi territoriali in Anatolia, strappati al dominio Seleucide. Con Eumene II Pergamo diviene uno dei regni più potenti dell'Asia Minore (pur se attentamente controllato dal Senato romano), infatti divenne una grande potenza soltanto dopo il diktat di pace romano di Apamea (188 a.C.) stipulato tra la repubblica romana e Antioco III, che comportò il passaggio dei territori all'ovest del Tauro a Pergamo. Numerosi sono i decreti di Roma che difendono l'alleata Pergamo ("I Romani ordinarono ad Antioco di non aggredire l'Egitto, e a Filippo di non commettere ingiustizie nei confronti dei Rodii, degli Ateniesi, di Attalo o di nessun altro amico dei romani"). Tra il 187-183 Eumene entra in guerra con il re di Bitinia, perdendo così i territori ottenuti con la pace di Apamea.
Con Attalo II (159-138 a.C.), fratello di Eumene II e tutore di Attalo III (il figlio minorenne di Attalo I), ma di fatto re di Pergamo, il regno consolidò l'alleanza con i romani combattendo contro altri dinasti ellenistici e contenendo l'aggressività del regno di Bitinia.
Infine Attalo III (138-133 a.C.) fu l'ultimo dinasta indipendente, poiché alla sua morte, non avendo eredi maschi, lasciò il regno in eredità ai romani, limitandosi a concedere la libertà soltanto a Pergamo e alle città greche. Probabilmente non intendeva una cessione permanente ma soltanto una soluzione temporanea per impedire al fratello illegittimo, Aristonikos, di prendere il potere. Questo territorio venne sfruttato dai romani per costituire la provincia romana d'Asia (129 a.C.). Questa provincia comprendeva la Ionia e il regno di Pergamo, le regioni più lontane vengono affidate ai re vicini, riconosciuti come vassalli. Roma riscontrò vari problemi prima di poter creare una provincia legittima, infatti Aristonikos si proclamò re Eumene III (di cui ci rimangono ancora le monete) e fu sconfitto definitivamente nel 130 a.C. e i suoi seguaci nel 129 a.C.
Rispetto agli altri regni ellenistici Pergamo rimane secondario sicuramente come dimensioni e come nobiltà dinastica, infatti i suoi re non possono vantare un'ascendenza macedone o basare la loro sovranità sul diritto delle armi; ma per non essere da meno dei Lagidi o dei Seleucidi, che si attribuivano discendenze divine, gli Attalidi rafforzano la loro sovranità con il mito della discendenza da Telefo. Nel mondo antico vengono soprattutto ricordati per la vittoria contro i Galati, simbolo della vittoria della grecità sulle genti barbare, e per la costruzione di bellissimi monumenti.
In età romana Pergamo fu una città prospera, famosa per l'attività dei ceramisti, la produzione di unguenti e di pergamene, che prendono il nome dalla città. La città fu probabilmente sede di una chiesa apostolica, poiché viene nominata nell'Apocalisse di Giovanni.
Il declino della città seguì quello dell'Impero Romano. In età bizantina fu sede di vescovado. Saccheggiata dagli arabi, la città fu poi presa dagli Ottomani, che vi edificarono diverse moschee.
I resti della capitale furono scavati a partire dal 1873. L'opera venne poi portata a termine da ricercatori tedeschi, infatti nel 1878 l'archeologo tedesco Carl Human cominciò una vasta campagna di scavi nella città di Pergamo che in otto anni portò alla scoperta di una acropoli di inestimabile valore artistico e archeologico. L'accordo fatto con il governo turco prevedeva che Human poteva portare in Germania metà delle opere scoperte, metà doveva invece rimanere in Turchia. Così Human riuscì a portare a Berlino il fregio che circonda la base del tempio di Pergamo, lungo 170 metri, che oggi costituisce la parte più preziosa del tempio esposto nel museo. La parte soprastante è una ricostruzione dell'originale rimasto in Turchia.

## Urbanistica e sviluppo della città di Pergamo
La città di Pergamo si erge a 30 km dalla costa, su uno sperone formato da due affluenti del Caico, il Selinunte e il Cezio. Questo spuntone (335 metri) fornisce un sito magnifico, ma difficile da sistemare proprio a causa dell'altezza. Gli architetti vi riescono sovrapponendo tre città, riunite tra loro mediante scalinate, con belvederi e terrazze a portici che attestano un nuovo gusto per il pittoresco e che si adattano perfettamente al paesaggio. Attalo I, usando ampiamente del bottino preso dai Galati, dà via a un programma di rinnovamento edilizio senza precedenti: trasforma la piccola città in una metropoli elegante, ricca di edifici sontuosi e conclusa da una acropoli, con ampie terrazze e colonnati, raccordate da terrazze ornate da portici e sculture. Grazie a lui Pergamo costituisce uno dei più spettacolari esempi di urbanistica del tempo.
La città alta è la più importante, quella in cui si concentrano le funzioni politiche ed amministrative, comprende una doppia agorà, fiancheggiata da un tempio ionico di Dioniso. Sulla spianata superiore si trova il grande tempio di Zeus e di Atena, uno degli edifici più notevoli sia per le dimensioni colossali che per la bellezza della sua decorazione scultorea. Sempre nella città alta troviamo la Biblioteca, il palazzo e il teatro: gli edifici simbolo della polis.
Nella città mediana è presente un ginnasio. Poi troviamo i templi di Demetra e di Era Basìleia su più piani sovrapposti collegati da rampe di scale e da passaggi sotterranei. In mezzo a questi due templi è situato il Pritaneo.
La città bassa, con una spaziosa agorà contornata da un colonnato a due piani, costituisce il centro commerciale.
Nel complesso questa città, costruita per rivaleggiare con Atene e in cui trovano espressione tante ispirazioni nuove, rappresenta un mirabile successo. Questo successo si spiega grazie alle molteplici attività di cui Pergamo è diventata il centro. Non è solo il commercio a rendere conto dello sviluppo, essendo situata troppo in disparte rispetto alle grandi vie verso l'Asia. Tuttavia è il centro di un ricco territorio agrario (grano, olivi, vigneti), vi si pratica un allevamento scientifico con selezione delle razze e un'industria specializzata: profumi, tessuti pregiati, pergamena (come ricorda il nome stesso della città). Inoltre è la capitale di uno Stato che, senza essere uno dei più grandi regni, è certamente uno dei meglio amministrati e dei più ricchi.
L'ambizione dei regnanti è di fare di Pergamo l'Atene del mondo ellenistico. La sua biblioteca fa concorrenza a quella di Alessandria; il palazzo reale racchiude un vero e proprio museo di cultura, nel quale nasce la critica d'arte. Numerosi investimenti furono fatti per gli edifici pubblici (finalizzati alla celebrazione della dinastia) che fecero di Pergamo una delle capitali artistiche del mondo ellenistico. In più vi si trova una notevole scuola di retorica e un'officina di scultura con artisti protetti dai sovrani. Grazie a questa scuola Pergamo diviene il principale centro dell'arte drammatica. Plinio il Vecchio dice che proprio grazie all'arte di Pergamo i Romani "cominciarono ad amare e non più soltanto ad ammirare le meraviglie straniere."
La gloria di Pergamo viene citata anche da Strabone, che riconosce in Eumene II e in Attalo II i principali fondatori della grandezza di Pergamo: "Anche costui (Eumene II) si unì con i Romani a guerreggiare contro Antioco il Grande e contro Perseo, e ne ebbe in ricompensa tutto il paese a di qua del Tauro, che era stato soggetto ad Antioco. Prima di ciò i luoghi dipendenti da Pergamo erano pochi, estendendosi solo fino al mare, verso il golfo Elaitico e Adramitteno. Questo Eumene ampliò la città di Pergamo, vi piantò il bosco attorno al Niceforio; l'altro re (Attalo II), per amore di gloria, vi eresse monumenti e biblioteche, e tutto, insomma, procedette da lui quell'insediamento di Pergamo così grande che sussiste tuttora."

## Arte

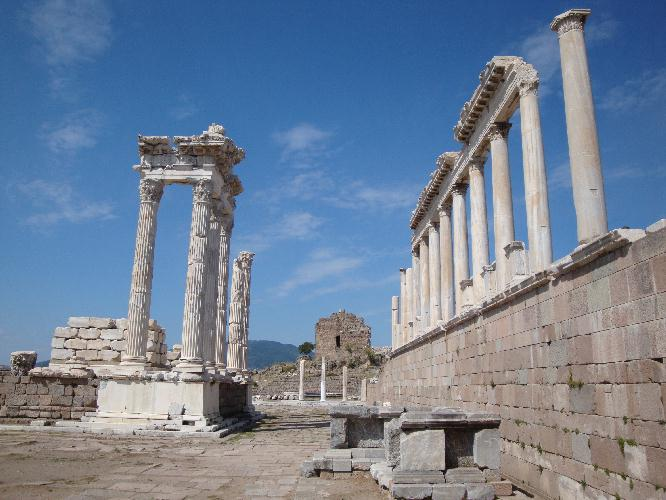
Tempio di Traiano sull'Acropoli di Pergamo.

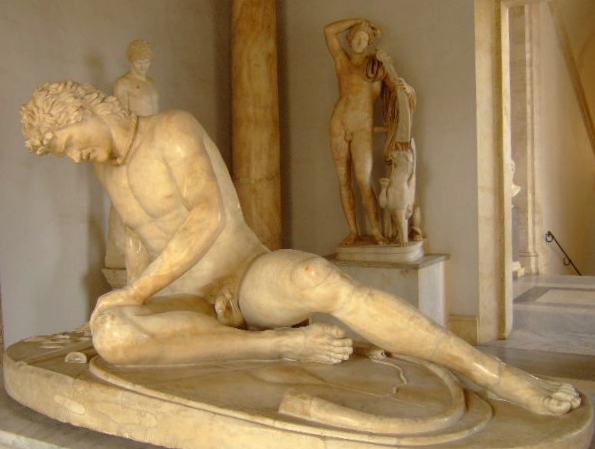
Galata morente, Musei Capitolini, Roma.

Il regno di Pergamo si caratterizza per l'intensa produzione artistica, patrocinata dai sovrani Attalidi, infatti fu uno dei centri più vivi al quale accorsero artisti da varie parti per le grandiose imprese architettoniche e artistiche volte a celebrare la vittoria contro i Galati e il fasto della corte. Qui confluirono diversi stili, che si fusero in un unico stile nuovo, chiamato convenzionalmente "barocco pergameno".
Esempi illustri di questo stile sono le statue, pervenuteci in copie romane, del Galata morente e del galata che si uccide insieme alla moglie per evitare l'oltraggio della sconfitta. Queste statue erano poste sulla terrazza del tempio di Atena, insieme ad altri tre monumenti commemorativi della vittoria, di cui oggi non è possibile ricostruire con precisione l'aspetto. Parte di questi monumenti commemorativi sembra ricondursi all'artista Epìgonos, una delle personalità fondamentali della scultura del III secolo a.C. Questo artista rappresenta per Pergamo quello che fu Fidia per Atene, infatti crea un linguaggio del tutto nuovo, in cui l'antico senso della misura cede completamente al pathos e all'enfasi: la retorica del gran gesto, il dinamismo, la sofferenza, la violenza, la morte vi sono esibiti con massima evidenza per coinvolgere emotivamente lo spettatore e suscitare sentimenti forti e primitivi: queste le caratteristiche principali del cosiddetto barocco pergameno.
- L'Acropoli di Pergamo.
- Il Donario di Attalo I, complesso scultoreo rappresentante la sconfitta dei Galati da parte dei greci e noto per le repliche di età romana.
- L'Altare di Pergamo (tempio di Zeus e Atena Nikephoros)

### Tempio di Atena Polias
Nel III secolo a.C. la città, dopo la vittoria di Attalo I sui Galati, si espanse a tal punto da dare vita ad un'acropoli monumentale: su di essa il sovrano eresse un tempio dedicato ad Atena Poliàs, e ne ornò la piazza antistante con alcune statue bronzee, a noi note tramite altre copie in marmo. Altre sculture vennero collocate da Attalo II donario sull'acropoli cittadina nel 201 a.C. Tema dominante di queste opere è la vittoria sui barbari, ed il trionfo della civiltà sulla forza. Il frontone era decorato sulla sommità destra dalla figura di Proteo, al centro Atena, e sulla sinistra un mostro marino cavalcato da Eracle.

### Santuario di Asclepio
Ai piedi della collina su cui sorge la città alta si estese, in età romana, la città bassa, della quale restano i ruderi di un teatro e di un grande santuario dedicato forse alle divinità orientali (aula rossa). Una strada porticata, in gran parte scavata, portava al celebre santuario di Asclepio, che conserva vari edifici del sec. II d. C. (propilei, tempio di Asclepio, edificio per le incubazioni durante le quali appariva il dio guaritore, teatro). Fu proprio a Pergamo che si sviluppò il culto di Asclepio che poi si diffuse in altre regioni del mondo ellenistico (fino ad arrivare a Roma); questa divinità veniva associata a Zeus, tanto che il prefisso soter, utilizzato convenzionalmente per Zeus, a Pergamo viene affiancato al nome di Asclepio.
Asclepio o Esculapio (greco Ἀσκληπιός, traslitterato Asklēpiós; latino Aesculapius) è un personaggio della mitologia greca. Figlio di Apollo e di Arsinoe secondo Esiodo, oppure di Apollo e Coronide per Pindaro, un semidio e dunque uomo mortale per Omero, si diceva fosse stato istruito nella medicina dal centauro Chirone,[1] o che avesse ereditato tale proprietà dal padre Apollo. Divenne poi il dio della medicina, al pari di suo padre, ed era una divinità molto adorata dal popolo, in quanto benevola con gli infermi; la costellazione dell'Ofiuco rappresenta il suo mito.

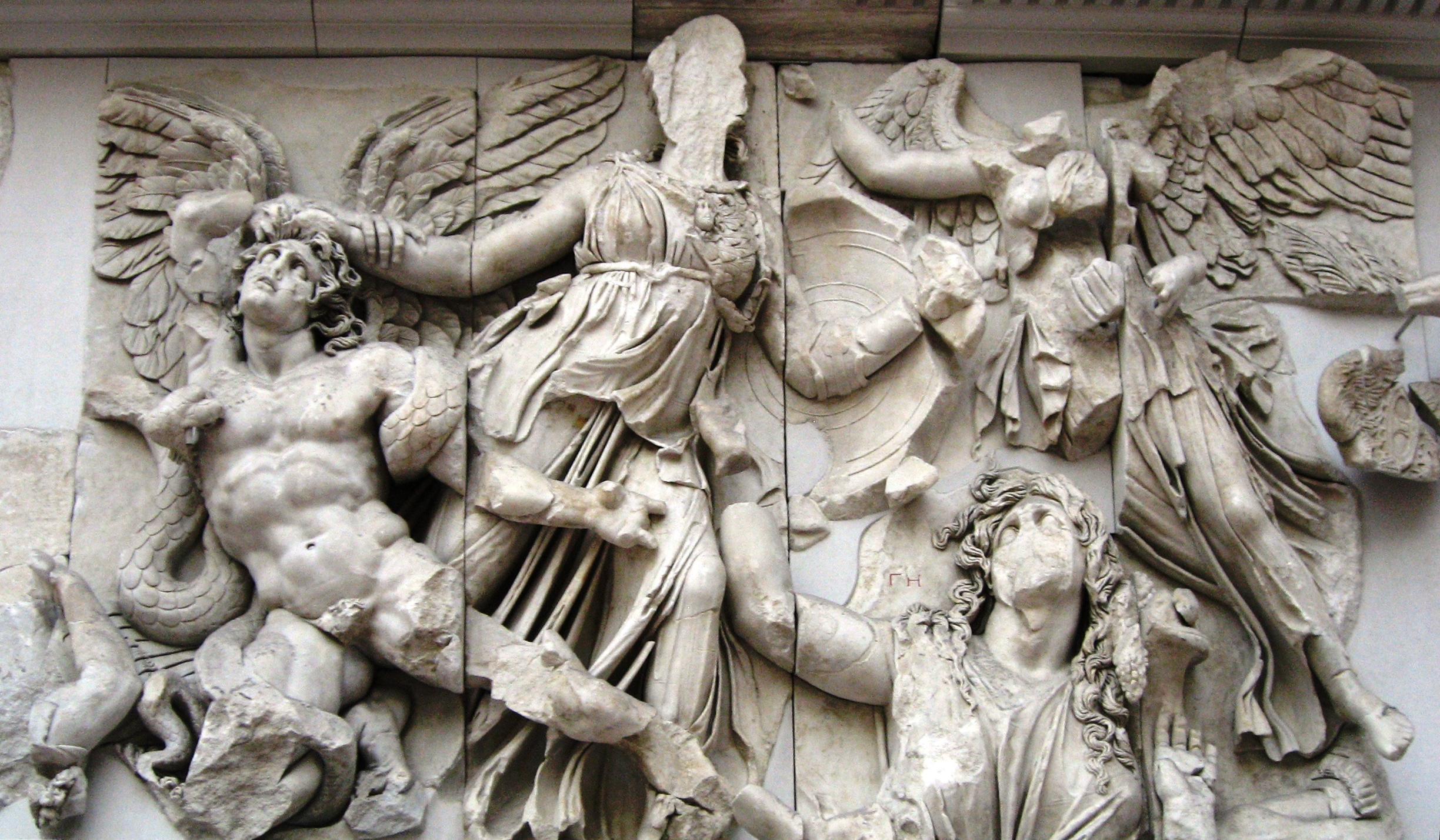
Gigantomachia: particolare Atena contro Alcioneo

### Altare di Pergamo: tempio di Zeus e Atena Nikephoros
Eumene II tenta di accrescere in ogni modo la reputazione della città, proseguendo con inusitata larghezza la politica di mecenatismo del padre, per fare di Pergamo la vera "Atene d'Asia". Le principali divinità dell'epoca classica ottengono il loro tempio e un gran numero di statue. Tra le opere che fa innalzare spicca il sontuoso tempio sull'acropoli dedicato a Zeus Sotér e Atene Nikephoros (Zeus salvatore e Atene portatrice di vittoria). Alcuni frammenti ceramici testimoniano che l'altare fu iniziato dopo il 168-165 a.C., qualunque sia l'occasione, è certo però che l'altare viene concepito per essere un capolavoro, un monumento senza uguali in alcuna città del mondo; l'obiettivo viene raggiunto.
L'altare è venuto alla luce fra il 1871 e il 1879, durante gli scavi sull'acropoli di Pergamo condotti dall'archeologo tedesco Carl Humann.
Si tratta di una costruzione di dimensioni colossali, che dal punto di vista architettonico rientra nel tipo del grande altare monumentale ellenistico. Ciò che lo distingue e lo pone al di sopra di qualsiasi altro monumento del tempo è la decorazione scultorea, la più sontuosa mai realizzata nel mondo greco. Sulla copertura del colonnato superiore erano poste molte figure di animali e di personaggi mitologici in bronzo, oggi totalmente perdute. Tutto intorno al basamento correva uno splendido, impressionante fregio a rilievo, alto 2,3 metri e lungo oltre 120, in cui era rappresentato senza alcuna interruzione la Gigantomachia: la vittoriosa lotta degli dei olimpi contro i giganti figli della Terra e del Cielo simboli del caos e nemici dell'ordine garantito da Zeus (metafora mitologica dei nemici greci e non greci di Pergamo). Un secondo fregio (alto 1,56 metri) era disposto lungo le pareti interne del portico colonnato, vi erano raffigurate le imprese dell'eroe Télefo, il mitico figlio di Eracle, che nella tradizione encomiastica locale era considerato il progenitore della dinastia degli Attalidi.
La Gigantomachia è uno dei capolavori assoluti dell'arte ellenistica, sul lato orientale si trovano le maggiori divinità olimpiche (Zeus, Atena, Latona, Apollo, Demetra ecc.) affiancate da Eracle; sul lato occidentale ci sono invece le divinità marine e terrestri, sul lato settentrionale le divinità della notte e degli astri, infine sul lato meridionale la dea del giorno. Gli dei sono occupati in singolari e vittoriosi duelli contro i giganti, le statue talvolta debordano fuori dallo spazio figurativo tendendo a coinvolgere emotivamente lo spettatore. Le espressioni di intenso dolore colpiscono fortemente il visitatore, infatti l'indagine dell'espressione dei volti, già iniziata da Skopas e Lisippo, è qui spinta intenzionalmente all'eccesso. L'esecuzione di questi fregi richiese sicuramente l'intervento di numerosi maestri, che lavorano però nell'ambito di un coerente linguaggio stilistico, la cui uniformità lascia presupporre la presenza di un artista di grande personalità e carisma, responsabile dell'ideazione. Le fonti dell'epoca sono poco interessate alle personalità degli artisti ellenistici quindi non ci riportano alcun nome; si è provato a identificare il maestro dell'altare con Phyromachos di Atene, oggi poco noto ma molto apprezzato in età ellenistica (tanto che il suo nome è riportato in un papiro egiziano come uno dei sette scultori più bravi di tutti i tempi). Phyromachos fu attivo a Pergamo dal 172 a.C., di lui ci sono pervenuti dei ritratti scultorei (es. ritratto di Antistene), la cui mimica facciale ha molto in comune col le statue del fregio (intensità dello sguardo, violenta plasticità del volto, tendenza ad accentuare ogni elemento della fisionomia e della mimica facciale, ricerca di formule espressive inedite ed estreme), anche se questi sono elementi troppo labili per una precisa identificazione, anche perché sono elementi comuni allo stile del tempo e rintracciabili in altri scultori ellenistici.

## Galleria d'immagini

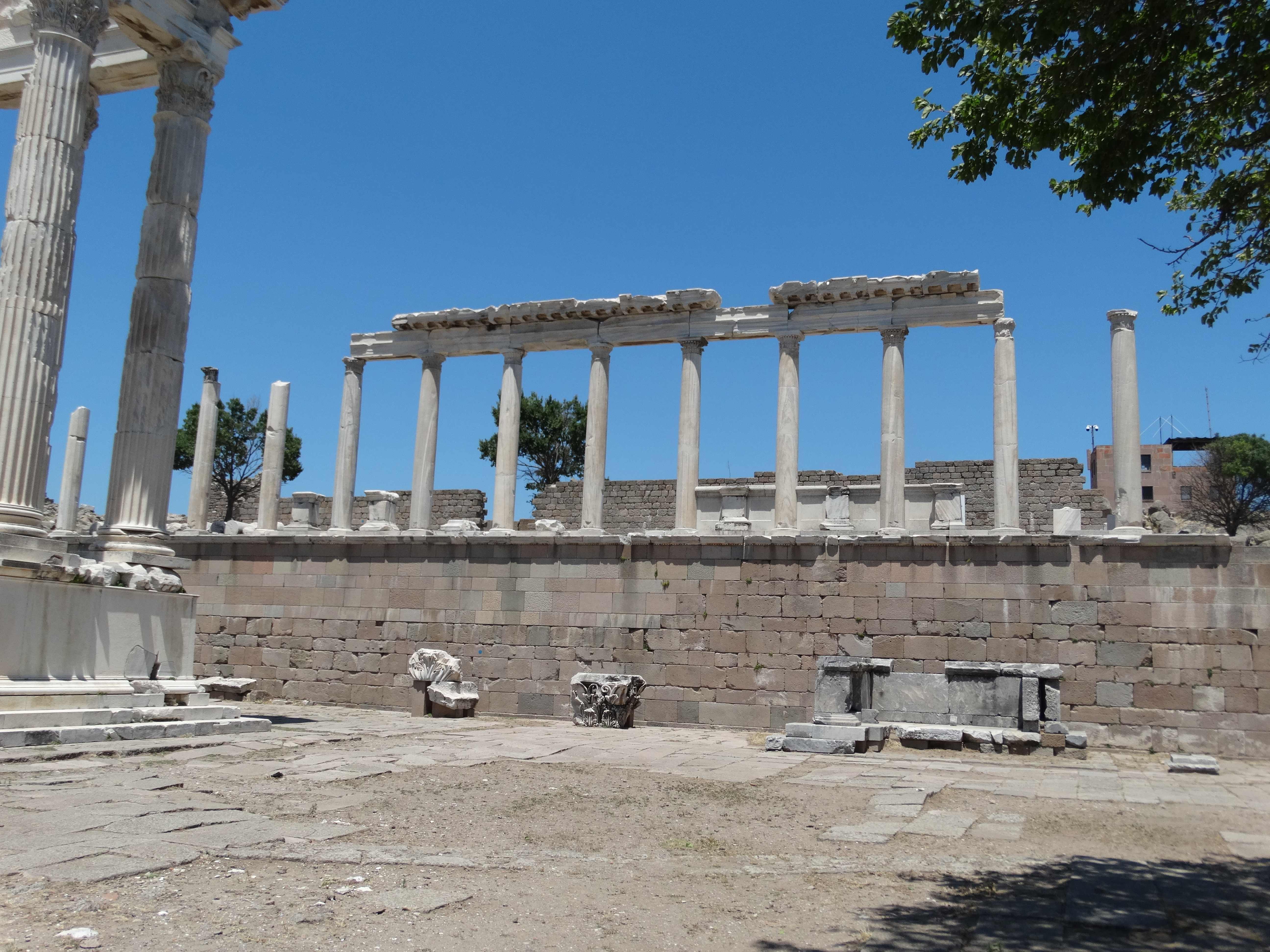
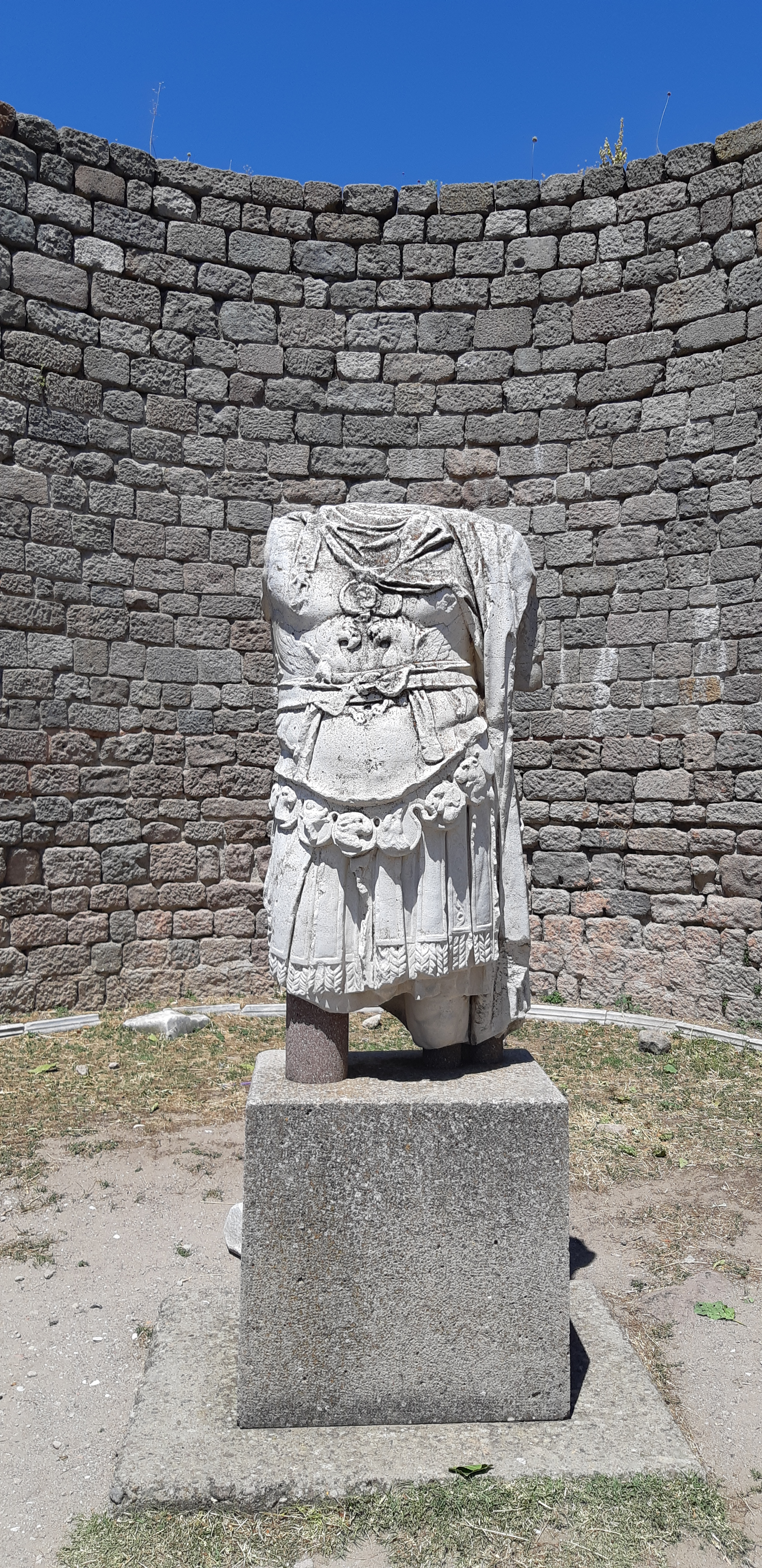
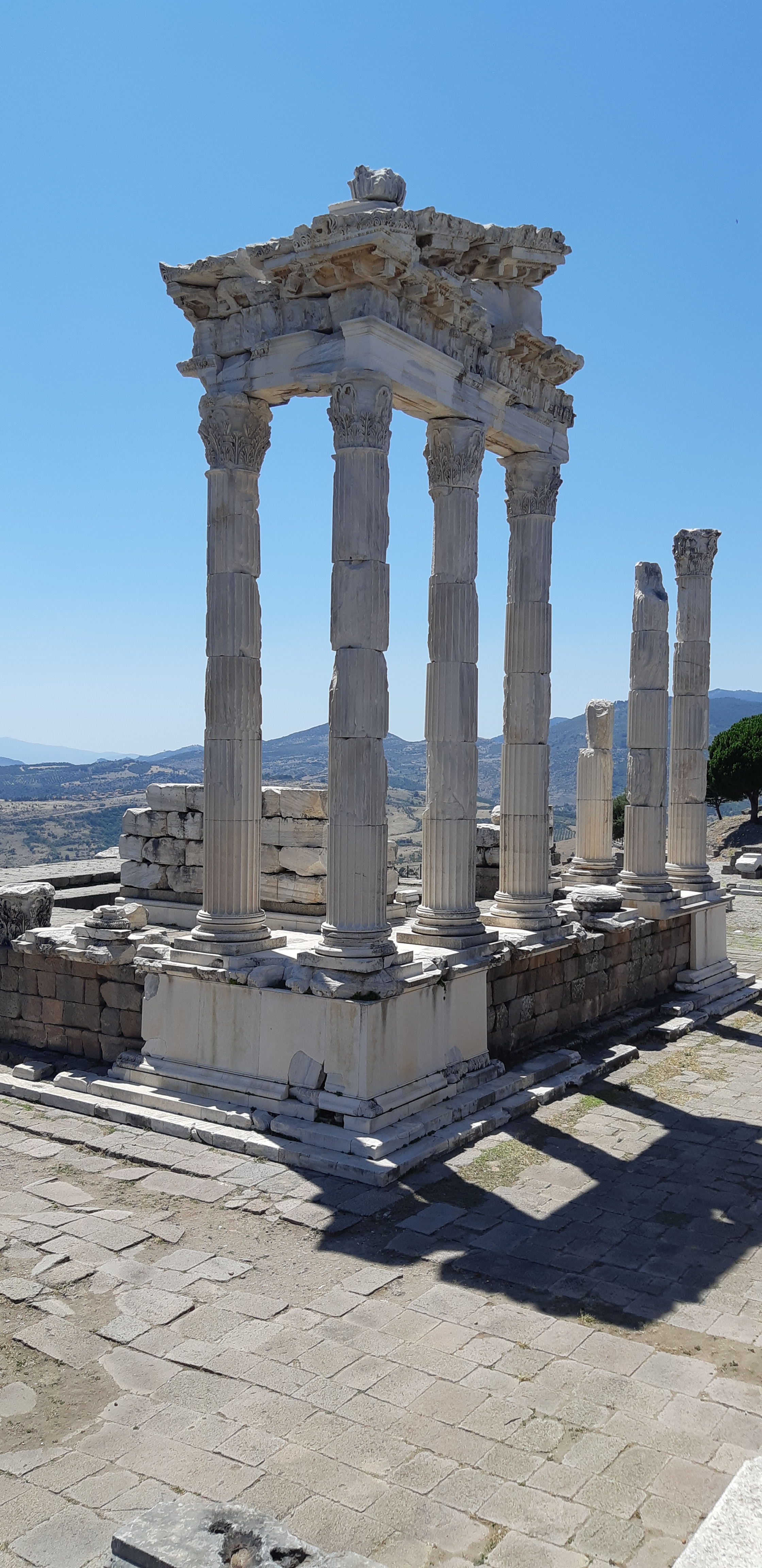
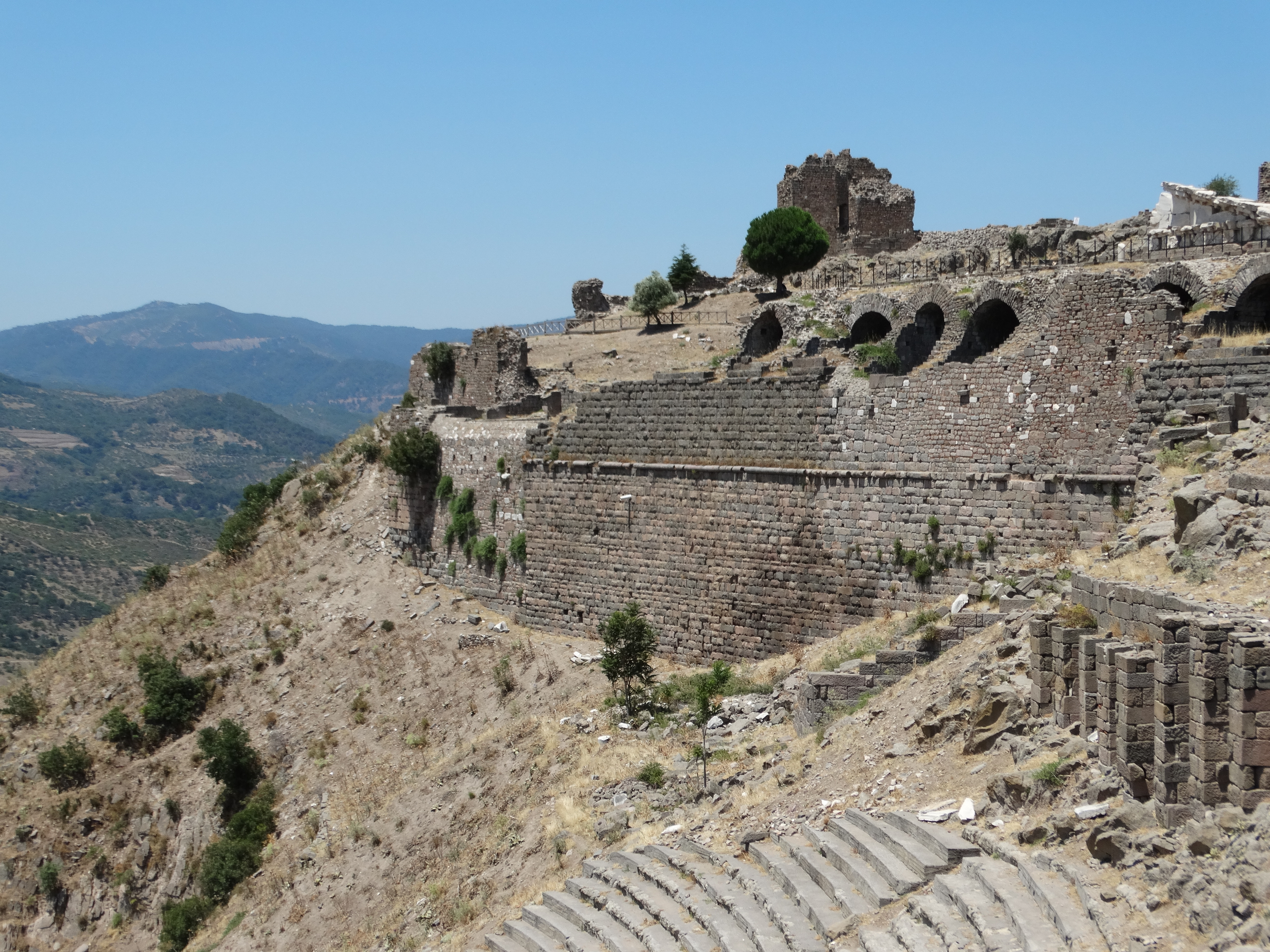
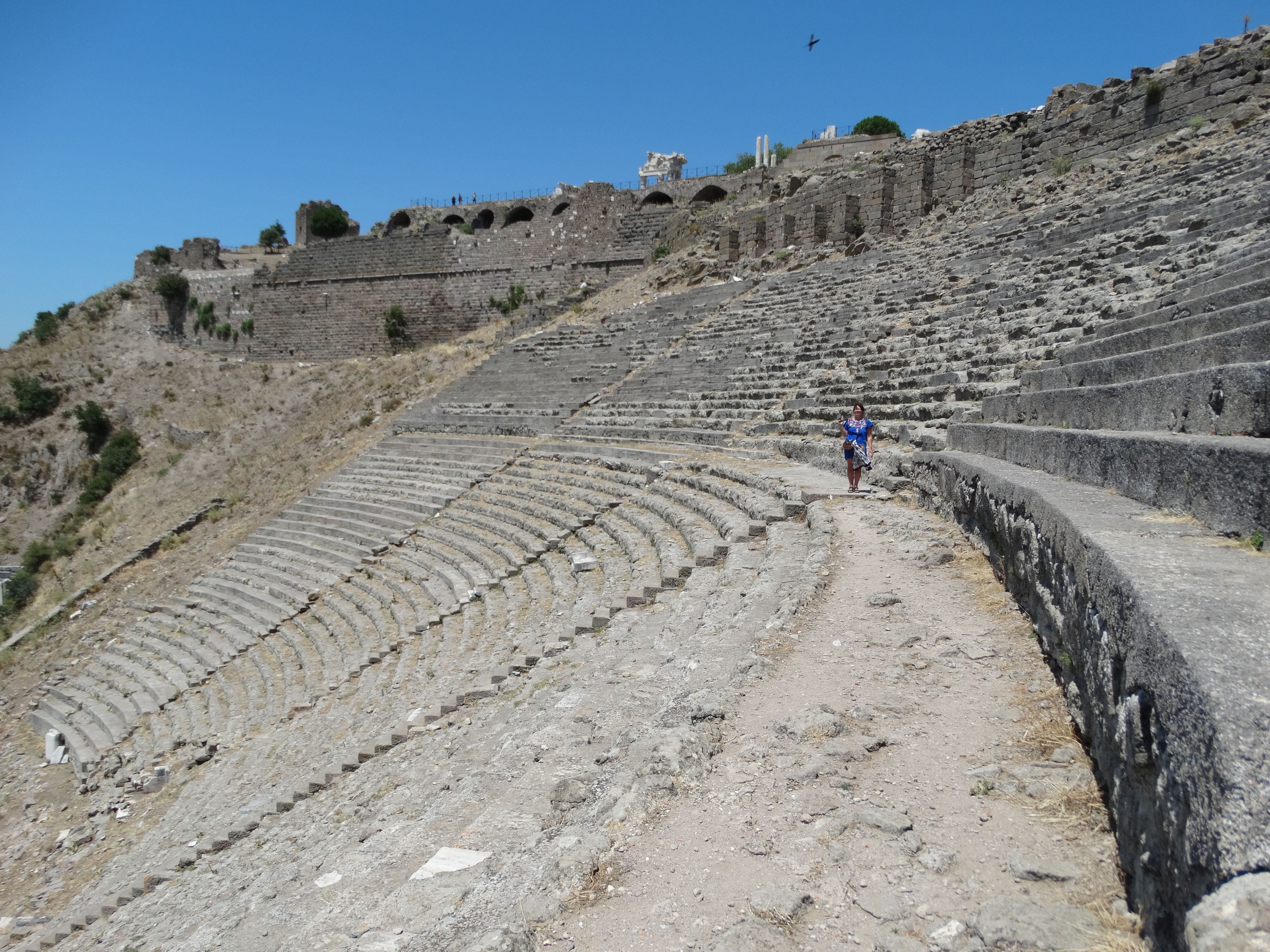
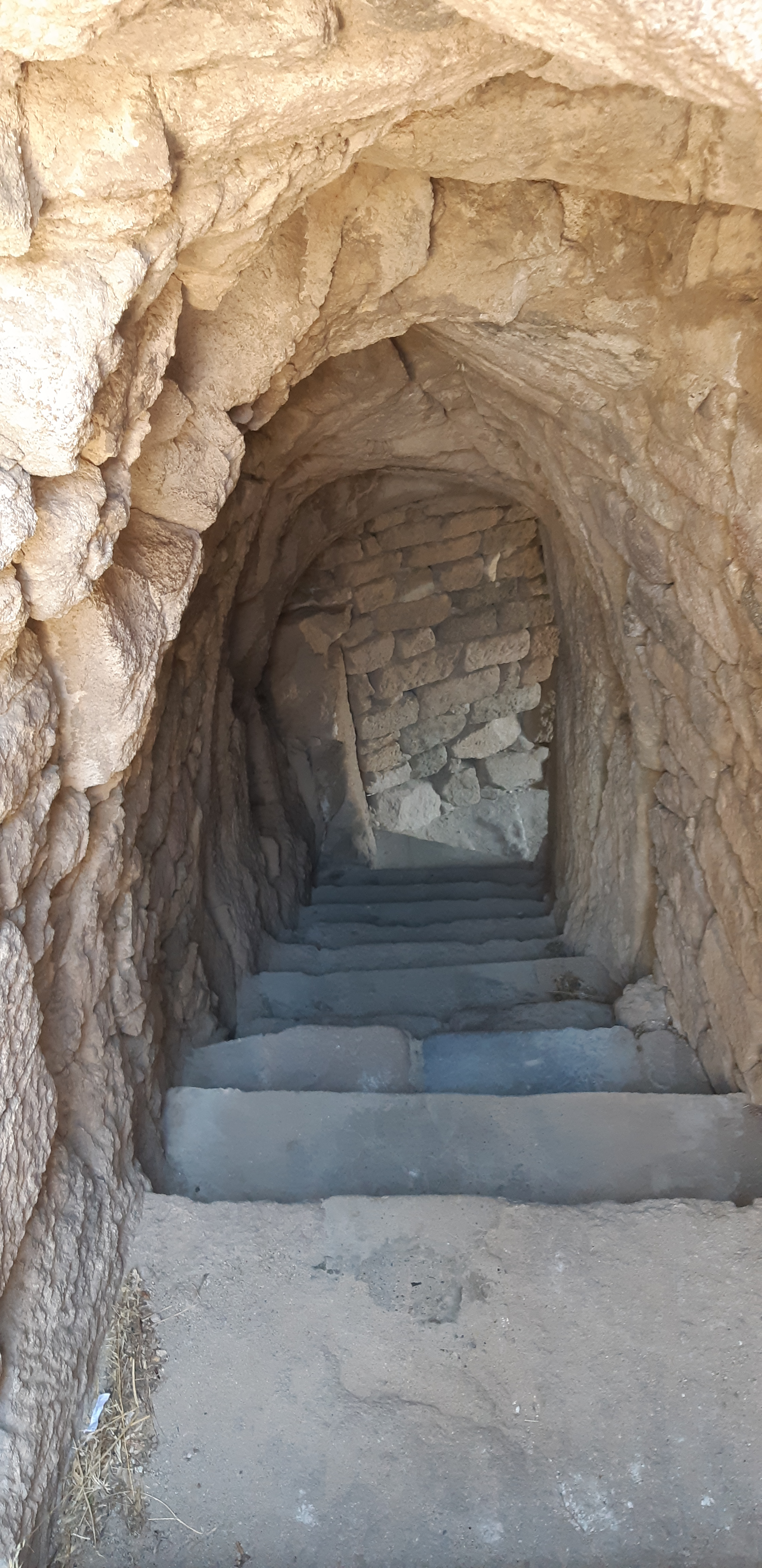
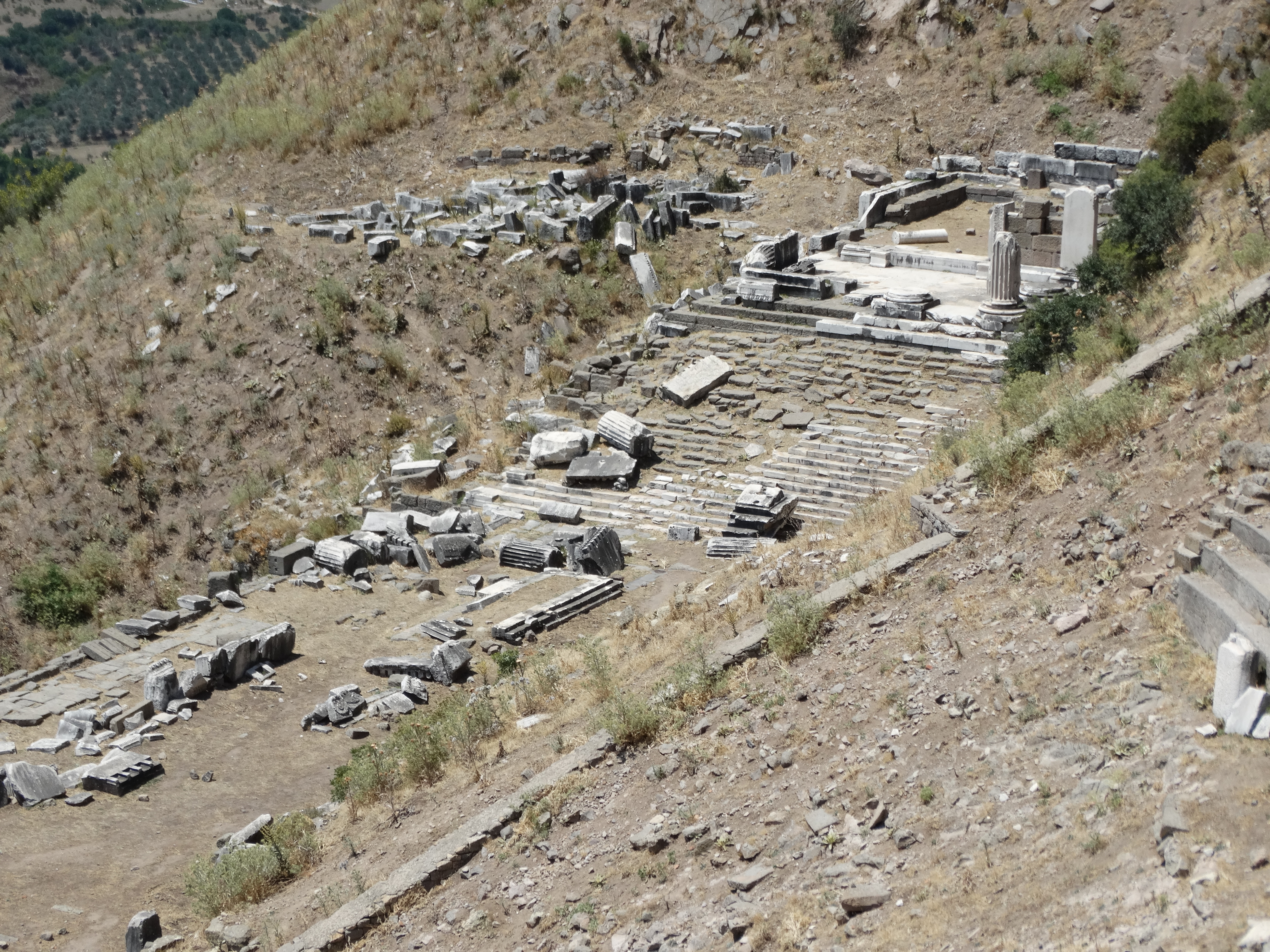
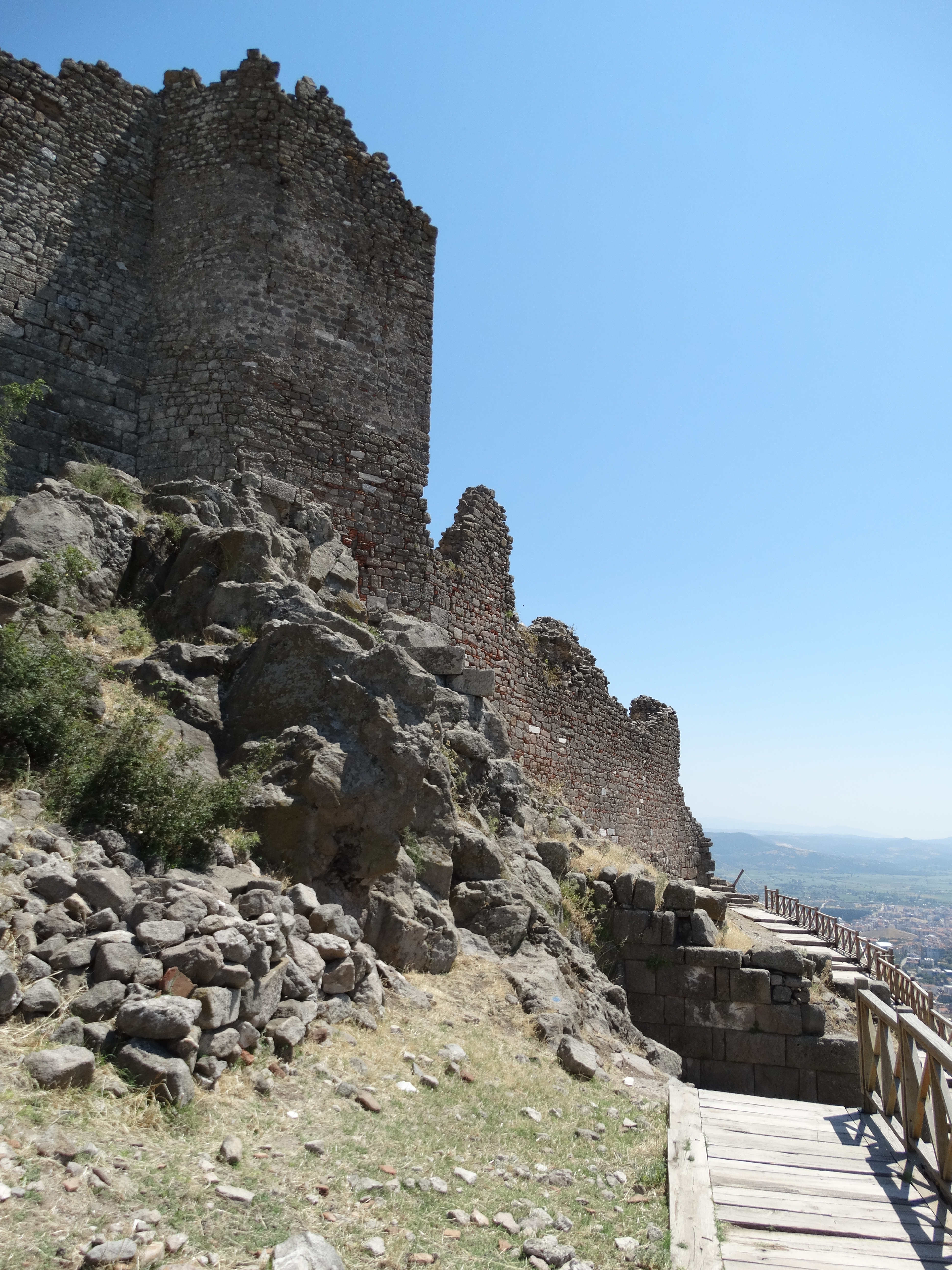
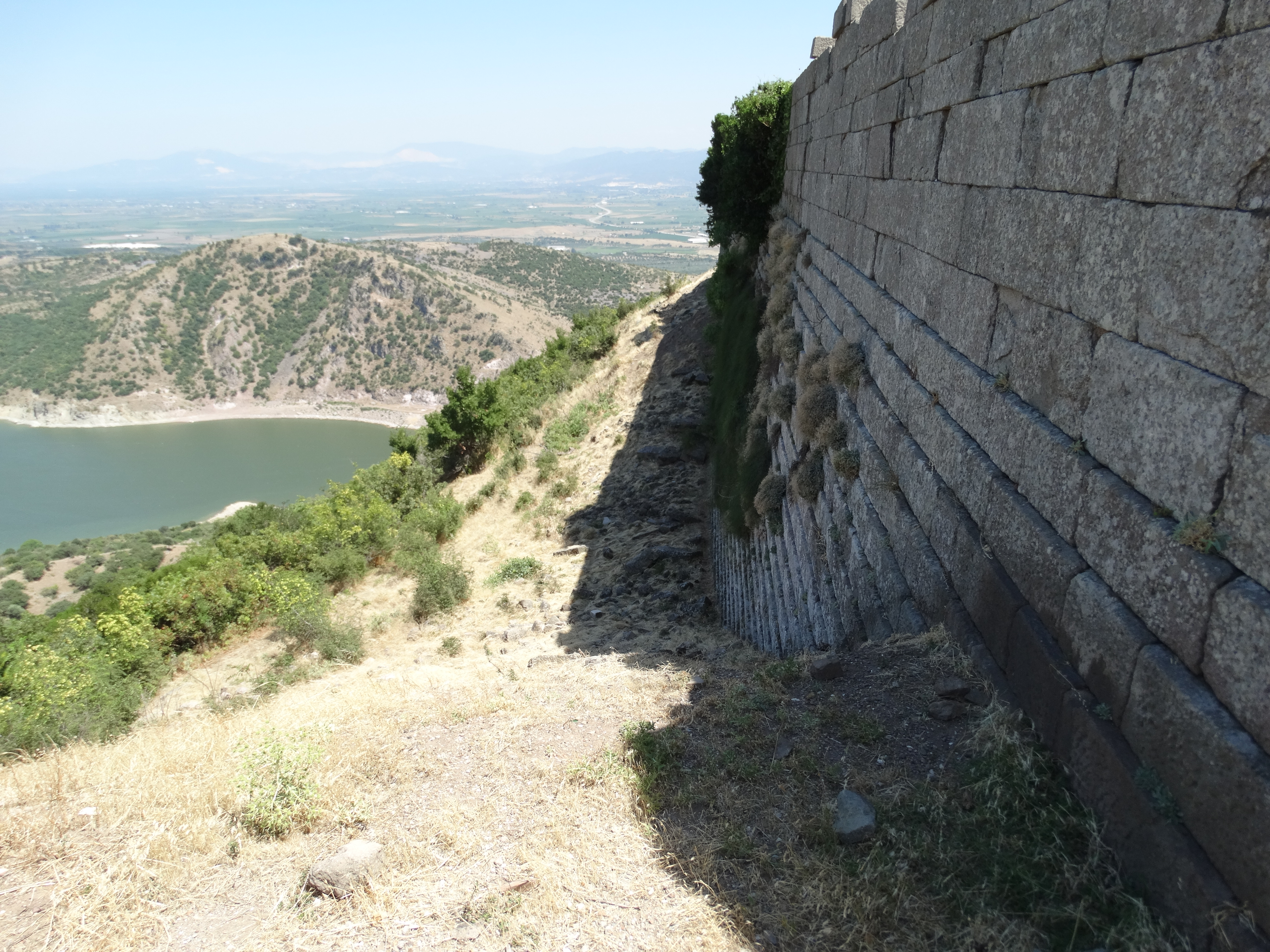

### Fonti
- Polibio, Storie (capitoli XXXI-XXXII)
- Strabone, Storia universale

### Testi storici
- Pierre Lévêque, Il mondo ellenistico, Roma, Editori Riuniti, 1980, ISBN non esistente.
- Giulio Bora, Gianfranco Fiaccadori, Antonello Negri e Alessandro Nova, I luoghi dell'arte, storia opere percorsi: dalle origini all'antichità cristiana, Roma, Electa - Bruno Mondadori, 2002, ISBN 88-424-4560-6.
- Chiara Longo e Stefania Fuscagni, Fonti per la storia greca: dall'età micenea all'ellenismo, Firenze, Biblioteca Universale Sansoni, 1989, ISBN 88-383-0908-6.
- Hermann Bengtson, Storia greca: la Grecia ellenistica e romana, Bologna, Società editrice il Mulino, 1985, ISBN 88-15-00907-8.
- (EN) Graham Shipley, The Greek world after Alexander 323-30 BC, Londra, Routledge, 2000, ISBN 978-0415046183.
- Jean Charbonneaux, Roland Martin e François Villard, La Grecia ellenistica: 330-50 a. C., Milano, BUR, 2005, ISBN 88-17-00525-8.
- Frank William Walbanck, Il mondo ellenistico, Bologna, Società editrice il Mulino, 1983, ISBN 88-15-00305-3.